# Roccia Viva (montagna)
La Roccia Viva (Roche vive in francese) (3.650 m s.l.m.) è una imponente montagna nel massiccio del Gran Paradiso nelle Alpi Graie. Si trova sulla linea di confine tra il Piemonte e la Valle d'Aosta.

## Descrizione
La vetta è ben distinguibile dalla Valnontey (valle laterale della val di Cogne) per la sua ghiacciata e vertiginosa parete nord con un enorme seracco sospeso, non è altrettanto ben visibile dabbasso, confondendosi con i suoi semplici crestoni in un ammasso informe di rocce e ghiaccio; solo guardandola di fronte essa risalta nella sua forma elegantemente triangolare.

## Ascensione alla vetta

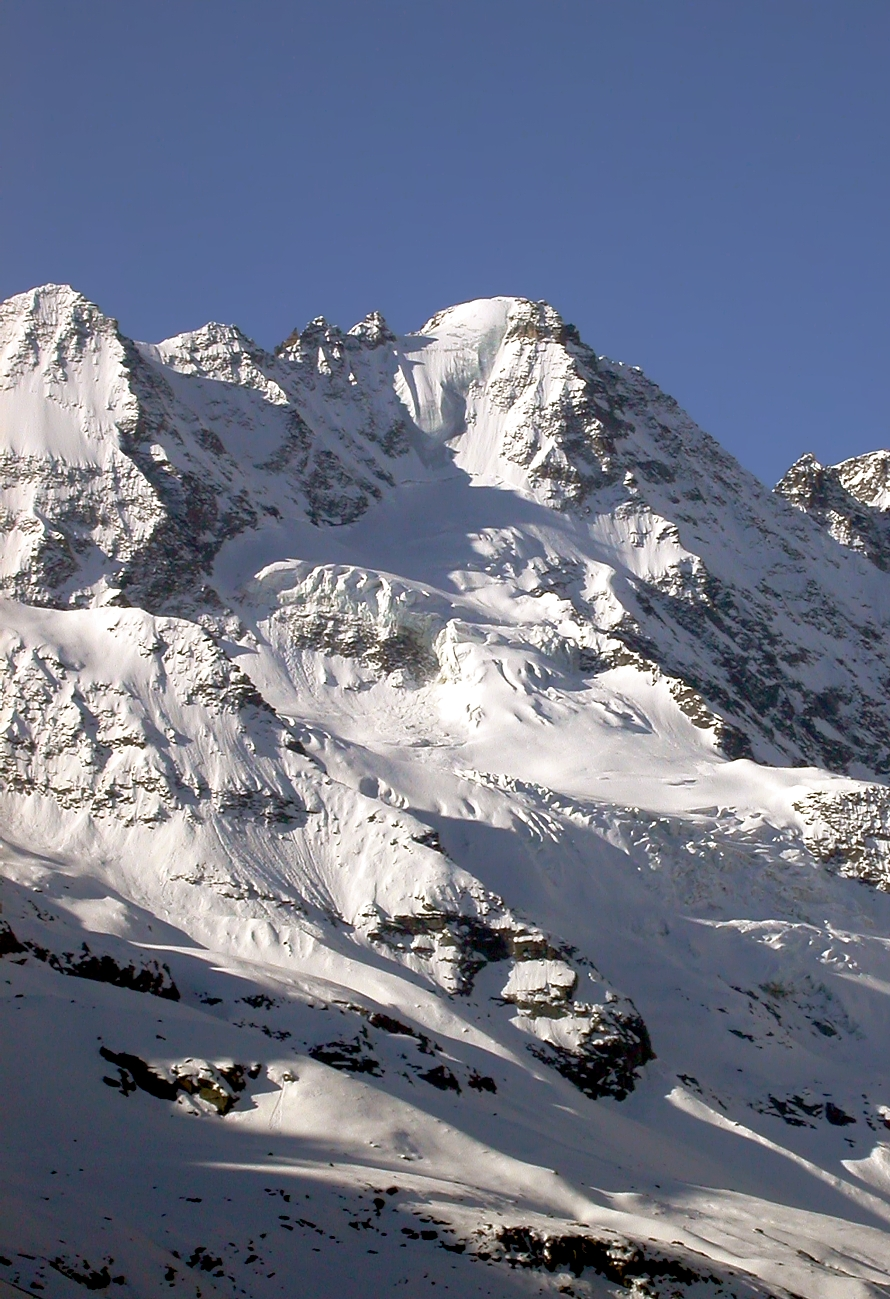
Il versante NO della Roccia Viva

La vetta fu salita per la prima volta il 5 luglio 1874 da Alessandro E. Martelli, con le guide Jean-Joseph Maquignaz e Salomon Meynet.